# 罗慕洛·瓦列斯
罗穆洛·吉拉纳·瓦列斯（英語：Romulo Geolina Valles，1951年7月10日—），是菲律宾天主教主教团主席，天主教三宝颜总教区、天主教基达帕万教区、天主教达沃总教区大主教。